# الكسندر بوخ
الكسندر بوخ (بالألمانية: Alexander Buch)‏ (12 مايو 1988 بميونخ في ألمانيا - ) هو لاعب كرة قدم ألماني في مركز الوسط. لعب مع إنغولشتات 04 ونادي أونترهاخينغ ويان ريغينسبورغ وFC Ingolstadt 04 II ‏ ونادي إلفرسبيرغ وSpVgg Unterhaching II ‏ وFC Ismaning ‏.

## وصلات خارجية
- الكسندر بوخ على موقع قاعدة بيانات كرة القدم.إي يو (الإنجليزية)
- الكسندر بوخ على موقع بيانات كرة القدم. دي إي (الألمانية)